# Спадавеккіа Антоніо Еммануїлович
Антоніо Еммануїлович Спадавеккіа (21 травня (3 червня) 1907 , Одеса, Російська імперія  — 7 лютого 1988 , Москва ) — радянський композитор італійського походження, Народний артист РРФСР (1977), Заслужений діяч мистецтв РРФСР (1963).
Автор музики до багатьох кінофільмів, автор опер, балетів, концертів .

## Біографія
Народився в Одесі 21 травня (3 червня) 1907 року. Навчався в Московській консерваторії за класом композиції у Віссаріона Шебаліна, в 1937 році закінчив її. Згодом займався у Сергія Прокоф'єва . Член КПРС з 1944 .
Похований на Кунцевському цвинтарі Москви .

## Творчість

### Опери
- «Акбузат» («Чарівний кінь») спільно з Халіком Заїмовим (вперше поставлена 1942 року Башкирському театрі опери і балету)[4]
- «Господиня готелю» за однойменною п'єсою Карло Гольдоні (вперше поставлена у 1947 році у Музичному театрі Станіславського та Немировича-Данченка)
- «Ходіння по муках» за однойменним романом Олексія Толстого (вперше поставлена в 1953 році в Пермському театрі опери та балету)
- «Лист незнайомки», моноопера з новел Стефана Цвейга
- «Овід», за однойменним романом Етель Войнич (вперше поставлена 1958 року у Пермському театрі опери та балету)[7]

### Оперети
- «Несподіване весілля» за однойменним романом Олексія Толстого (вперше поставлена в 1944 році в Башкирському театрі опери та балету)

### Балети
- «Вороги» (вперше поставлений у 1938 році в Москві)
- «Берег щастя» (вперше поставлений 1948 року в Москві)

### Музика до фільмів
- 1947 — Попелюшка
- 1947 — За тих, хто в морі
- 1950 — Сміливі люди
- 1950 — Сопілочка і глечик (мультфільм)
- 1953 — Застава в горах
- 1953 — Беззаконня (короткометражний)
- 1955 — Фонтан (короткометражний)
- 1957 — Гуттаперчевий хлопчик
- 1957 — Чоботи (короткометражний)
- 1959 — Непіддатливі
- 1960 — Випробувальний термін
- 1960 — Шумний день
- 1962 — Чорна чайка
- 1963 — Каїн XVIII
- 1964 — Острів Колдун
- 1973 — Уявлення починається
- 1980 — Будинок на Лісовій